# Lewis Montsma
Lewis Lee Montsma (Amsterdam, 25 april 1998) is een Nederlands voetballer die als verdediger speelt. Medio 2020 verruilde hij FC Dordrecht voor Lincoln City.

## Carrière
Lewis Montsma speelde in de jeugd van AFC, sc Heerenveen en SC Cambuur. In 2018 vertrok hij transfervrij naar FC Dordrecht, waar hij zijn debuut in het betaald voetbal maakte op 31 augustus 2018, in de met 1-0 verloren uitwedstrijd tegen N.E.C..
In 2020 ging hij naar Lincoln City dat uitkomt in de League One.

### Statistieken
| Seizoen                    | Club           | Land           | Competitie     | Competitie | Competitie | Beker | Beker | Totaal | Totaal |
| Seizoen                    | Club           | Land           | Competitie     | Wed.       | Dlp.       | Wed.  | Dlp.  | Wed.   | Dlp.   |
| -------------------------- | -------------- | -------------- | -------------- | ---------- | ---------- | ----- | ----- | ------ | ------ |
| 2018/19                    | FC Dordrecht   | Nederland      | Eerste divisie | 23         | 1          | 1     | 0     | 24     | 1      |
| 2019/20                    | FC Dordrecht   | Nederland      | Eerste divisie | 23         | 0          | 1     | 0     | 24     | 0      |
| Carrièretotaal             | Carrièretotaal | Carrièretotaal | Carrièretotaal | 46         | 1          | 2     | 0     | 48     | 1      |
| Bijgewerkt op 14 juli 2020 |                |                |                |            |            |       |       |        |        |

## Trivia
- Naast voetballer is Montsma ook model.[4]